# Góra Kikineis

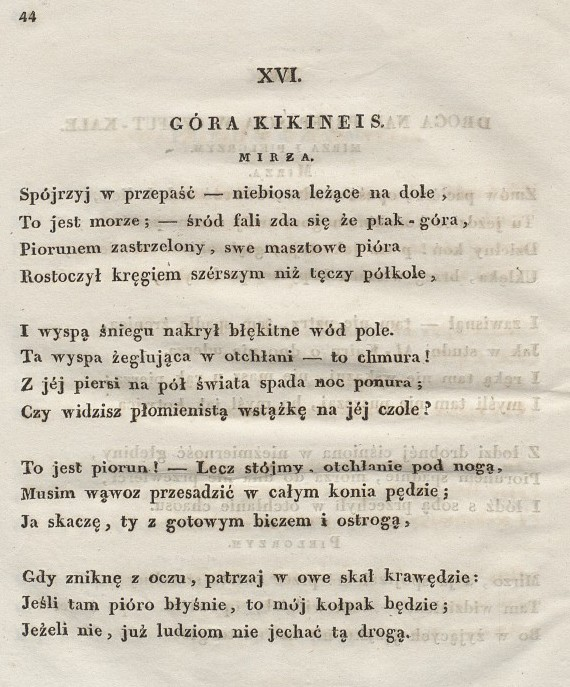
Droga nad przepaścią w Czufut-Kale w pierwodruku „Sonetów Adama Mickiewicza” z 1826 roku

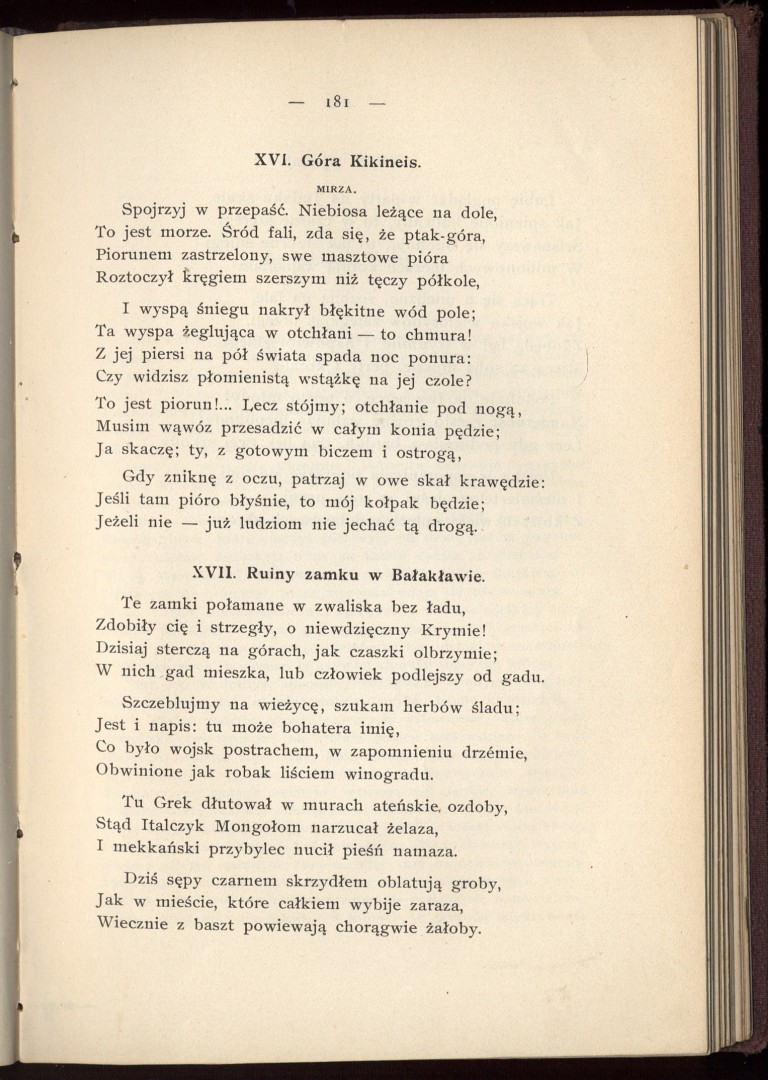
Droga nad przepaścią w Czufut-Kale w tomie 1 zbioru „Poezje Adama Mickiewicza” z 1899 roku

Góra Kikineis (incipit Spojrzyj w przepaść — niebiosa leżące na dole) – szesnasty sonet z cyklu sonetów krymskich autorstwa Adama Mickiewicza. Po raz pierwszy został opublikowany w 1826 roku, natomiast dokładna data powstania poematu nie jest znana.

## Treść sonetu
Szesnasty sonet z cyklu nie został zainspirowany bezpośrednio podróżą do Kikineis, lecz wieloma wędrówkami poety górskimi ścieżkami w tej okolicy. Ma on formę monologu krymskiego przewodnika Mirzy, objaśniającego niezwykłe zjawisko natury, do Podróżnego (jedno z wcieleń Krymskiego Pielgrzyma, człowieka o gorzkiej i skomplikowanej przeszłości, świadomego wyobcowania i samotności, który jednak zachował poznawczą ciekawość świata), utożsamianego z podmiotem lirycznym, którego obecność zaznaczona jest jedynie przez formy gramatyczne. W treści sonetu dochodzi do syntezy obrazu przyrody z ludzkimi odczuciami. Fantastyczny obraz zjawiska atmosferycznego zostaje wyjaśniony zgodnie z wiedzą i doświadczeniem.

## Objaśnienie poety
„Ptak–góra”. Znajomy z Tysiąca nocy. Jest to sławny w mitologii perskiej, po wielekroć od poetów wschodnich opisywany ptak Simurg. „Wielki on, (powiada Firdussi w Szah-name) jak góra, a mocny jak twierdza, słonia unosi w szponach swoich,” i dalej: „ujrzawszy rycerzy (Simurg) zerwał się jak chmura ze skały, na której mieszka, i ciągnął przez powietrze jak huragan, rzucając cień na wojska jeźdźców” Obacz Hammera. Geschichte Redekünste Persiens. Wien 1818. p. 65.
„To chmura”. Z wierzchołka gór wyniesionych nad krainę obłoków, jeżeli spojrzymy na chmury płynące po nad morzem, zdaje się, że leżą na wodzie w kształcie wielkich wysp białych. Ciekawy ten fenomen oglądałem z Czatyrdahu.

## Miejsce w cyklu
Sonet Góra Kikineis zgodnie z podziałem Władysława Folkierskiego oraz Czesława Zgorzelskiego jest pierwszym sonetem z czterech opisujących góry i ruiny Bałakławy (Droga nad przepaścią w Czufut-Kale, Góra Kikineis, Ruiny zamku w Bałakławie, Ajudah).  Natomiast zgodnie z podziałem Juliusza Kleinera do tej grupy wchodzą tylko trzy sonety (Droga nad przepaścią w Czufut-Kale, Góra Kikineis, Ruiny zamku w Bałakławie).

## Analiza wersyfikacyjna
Sonet jest napisany trzynastozgłoskowcem i zbudowany zgodnie z zasadami budowy sonetu poezji prowansalskiej oraz zasadami stosowanymi przez Petrarkę (czternastowierszowa struktura sonetu podzielona na dwa czterowiersze i jeden sześciowiersz), przy użyciu wyłącznie rymów żeńskich, padających na istotne dla treści sonetu słowa. W dwóch pierwszych czterowierszach układ rymów jest abba abba, na zgodnych rymach, natomiast w sześciowierszu, rozkładającym się na dwa trójwiersze, cdc ddc. Struktura wersyfikacyjna sonetu jest zgodna z jego strukturą wewnętrzną, dwóm pierwszym czterowierszom, będącym zamkniętymi całościami składniowymi, przeciwstawia się ostatni sześciowiersz, obejmujący czterowiersz z finałem dwuwierszowym, dla wzmocnienia puenty. 

## Powstanie sonetu
Najprawdopodobniej wszystkie autografy sonetów Mickiewicza znajdowały się w albumie należącym do Piotra Moszyńskiego. Album ten, jak i kopia wykonana przez Bronisława Gubrynowicza, zaginęły po 1945 roku, w związku z czym nie można ustalić dokładnej daty jego powstania. Zgodnie z informacjami umieszczonymi w napisanej przez Władysława Mickiewicza przedmowie do tomu 1. paryskich „Dzieł” Mickiewicza sonety przed ich wydaniem zostały ocenzurowane przez Michaiła Kaczenowskiego, profesora Uniwersytetu Moskiewskiego, który dokonał mało znaczących poprawek oraz nie wyraził zgody na publikację jednego sonetu pod tytułem Czołobitność, z którego treści zachowały się tylko dwa wersy.

## Współczesna recepcja
Sonety krymskie w momencie ukazania się drukiem wywołały burzliwą dyskusję i niejednoznaczne oceny. Najostrzejszym ich krytykiem był Kajetan Koźmian, który w liście do Franciszka Morawskiego użył na ich określenie terminu paskudztwo, negatywnie oceniał je również Franciszek Salezy Dmochowski, natomiast pozytywnie oceniali je m.in. Maurycy Mochnacki oraz Teodozy Sierociński. Przeciwnicy uważali język sonetów za niewłaściwy, z powodu orientalizmów oraz odstępstw od norm języka literackiego, kwestionowali również formę sonetu jako nieodpowiednią dla tematu. Zwolennicy zauważyli, że cykl sonetowy stanowi romantyczny odpowiednik poematu opisowego, stanowiąc zwartą kompozycyjną całość. 